# Шпак, Валерий Иванович
Валерий Иванович Шпак (род. 15 января 1950, Осиповичи ) — советский и российский военачальник. Участник Холодной войны. Командир 20-й гвардейской мотострелковой дивизии, военный комиссар Ростовской области Северо-Кавказского военного округа. Генерал-майор.

## Биография
Образование
- 1968  Минское суворовское военное училище
- 1972 Московское высшее военное командное училище
- 1981 Военная академия имени М. В. Фрунзе

Ранние годы
Родился 15 января 1950 года в г. Осиповичи Могилёвской области БССР, в семье потомственного железнодорожника
1961-1972  Минское суворовское военное училище , 
на военной службе
В 1968 поступил и в 1972 году окончил Московское высшее общевойсковое командное училище
1972—1973 -командир учебного взвода (в/ч 11396) Чебаркуль
1973—1976 -командир учебной роты Челябинская область
1976—1978 командир учебного батальона (в/ч 73866) Камышлов Свердловская область
1978—1981 слушатель Военной академии имени М. В. Фрунзе. Москва
С 1981- начальник штаба танкового полка. Затем стал командиром полка. ГСВГ
В 1986 году по замене был направлен командиром полка на Дальний Восток в Комсомольск-на-Амуре, где у него родилась дочь Лариса.
C 1988 года — начальник штаба дивизии. 
С 1990 — начальник территориального учебного центра Биробиджан.
С 1995 по 1998 год служил на Чукотке командиром 99-й мотострелковой дивизии 25-го армейского корпуса пгт Угольные Копи (Чукотский АО). 
1998 — 2000 — командир 20-й гвардейской мотострелковой дивизии Волгоград, принимал участие в боевых действиях и в Дагестане, и в Чечне. 
2000 —2005 — военный комиссар Ростовской области.
После службы
С 2012  — инспектор группы инспекторов Объединённого стратегического командования Южного военного округа.
В 2013 году награждён знаком Губернатора Ростовской области «За ратную службу»
Активно участвует в военно-патриотической и общественной жизни.

## Семья
Жена - Татьяна, Дочь - Лариса.

## Награды
- Орден Мужества
- Орден «За службу Родине в Вооружённых Силах СССР» 3 степени
- Медаль «В ознаменование 100-летия со дня рождения Владимира Ильича Ленина» (6 апреля 1970[7])
- Медаль «За укрепление боевого содружества»

- Медаль «Ветеран Вооружённых Сил СССР»
- Юбилейная медаль «50 лет Вооружённых Сил СССР»
- Юбилейная медаль «60 лет Вооружённых Сил СССР»[8]
- Юбилейная медаль «70 лет Вооружённых Сил СССР»[9]
- Медаль «За безупречную службу» I степени
- Медаль «За безупречную службу» II степени
- Медаль «За безупречную службу» III степени
- Медаль «За ратную доблесть»
- медаль «За ратную службу»[10]